# Chichinales
Chichinales es una localidad argentina ubicada al noroeste de la provincia de Río Negro, en el departamento General Roca; al norte de la Patagonia. La ciudad es conocida también como El Portal del Valle. Se ubica en el denominado Alto Valle del Río Negro. Se encuentra a la vera de la Ruta Nacional 22 que bordea el Río Negro.

## Población
El censo 2022 arrojó 1.972 viviendas con una población estable de 5.192 habitantes en el municipio.
Los resultados definitivos del censo 2010 arrojaron que el municipio posee 4865 habitantes Dato que incluye barrios rurales alejados de la aglomeración principal y la población rural dispersa. La tasa de crecimiento demográfico con respecto al censo 2001 es 2,01%. La población del municipio para el año 2001 era de 4.060 habitantes.
La ciudad cuenta con 3,057 habitantes (Indec, 2010), lo que representa un incremento del 29% frente a los 2,362 habitantes (Indec, 2001) del censo anterior.
| Gráfica de evolución demográfica de Chichinales entre 1991 y 2022 |
|                                                                   |
| Fuente: Censos nacionales del INDEC                               |

## Historia
Es la localidad más antigua del Alto Valle del Río Negro, fue fundada el 4 de junio de 1879, cuando el Ejército expedicionario del General Julio Argentino Roca, en su histórica Campaña al Desierto, llegó al área, construyendo el fuerte que luego fuera un fortín con el nombre Chichinal. En 1916 se finalizó la construcción del Dique Ballester lo que favoreció al crecimiento de la región y de la localidad. Luego comenzaron las obras para hacer llegar la irrigación mediante los canales hasta Chichinales, lo que benefició la producción de alfalfa, frutales y de vid. En 1928, el canal principal, dirigido por el ingeniero Rodolfo Ballester, llegó hasta Chichinales, tras un recorrido de 130 km.
El 3 de diciembre de 1935, el gobernador Pagano resolvió crear la comisión de fomento, y el 10 de diciembre de 1957 pasó a ser municipio de segundo grado. El 1 de mayo de 1960 obtuvo su primer gobierno constitucional.
De acuerdo con el decreto N.º 73.166/35, de 19 de diciembre de 1935: 
"Artículo 2°.- Fijase como ejido provisional para la mencionada corporación la superficie de 5.800 hectáreas comprendidas dentro de los siguientes límites:
OESTE: Lados oeste de las chacras 32, 33, 34, 35, 36, 37 Y su prolongación hasta el filo de la barda norte del valle del río Negro.
NORTE: El filo de la barda norte del valle del río Negro, desde su intersección con el límite Oeste del ejido hasta la línea divisoria entre los lotes 2, y 3, Fracción D de la Sección XXI.
ESTE: La línea divisoria entre los lotes 2, y 3 ya citados.
SUD: El río Negro."

## Intendentes
| Año(s)      | Nombre          | Partido         |
| 2003-2007   | José Rivas      | UCR             |
| 2007-2011   | José Rivas      | UCR             |
| 2011-2015   | Alberto Pacenti | FPV             |
| 2015-2019   | José Rivas      | JSRN            |
| 2019-2022   | Alberto Pacenti | Frente de Todos |
| 2024 - 2027 | Lucas González  | UCR             |

## Toponimia
El nombre proviene del plural castellano de chinchinal, un sitio en que abunda la planta conocida como chinchín o chilca.

## Educación

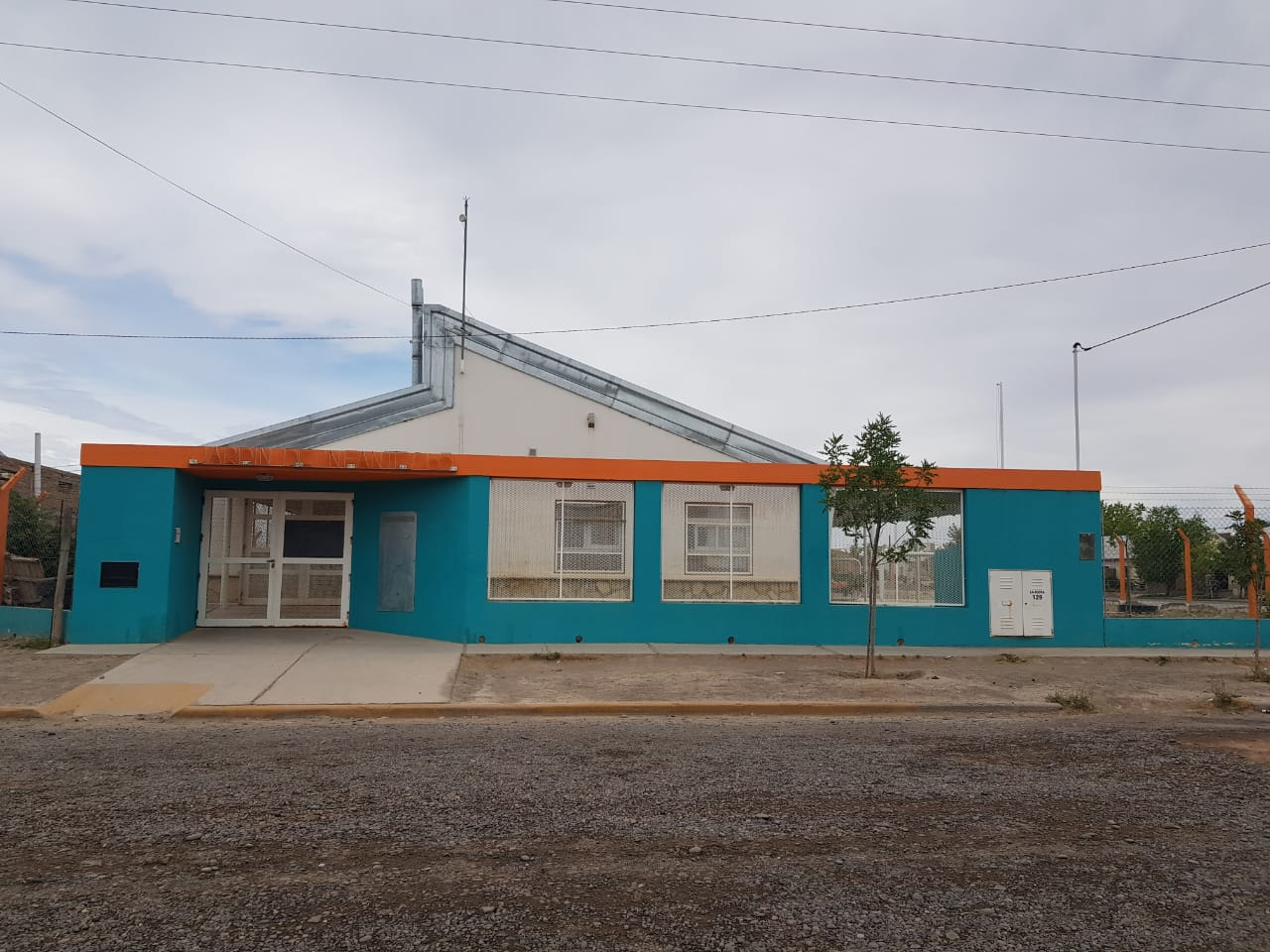
Nuevo edificio de la escuela de Nivel Inicial creado en el año 2015

La localidad cuenta con ocho establecimientos educativos. De ellos cinco son escuelas primarias (N.º 089, 167, 233, 160 y 361), una institución brinda educación especial (Escuela Educación Especial N.º 016), una escuela básica para adultos, dos escuelas medias (N.º 075 y 142) y un jardín de infantes.

## Medios de comunicación
Chichinales cuenta con 1 radio FM: 
105.5 Puerto FM Muy comprometida con los temas de sociedad local y dispuesta a brindar espacio a las voces de instituciones y vecinos.

## Parroquias de la Iglesia católica en Chichinales
| Diócesis  | Alto Valle del Río Negro |
| --------- | ------------------------ |
| Parroquia | Nuestra Señora de Fátima |